# Poltys
Poltys — рід павуків-колопрядів, вперше описаний Карлом Людвігом Кохом у 1843 році. Багато видів криптичні й відомі тим, що маскуються під листя та гілочки вдень, завдяки видовженому черевцю, що нагадує частину рослини. Форма черевця може відрізнятися у різних особин одного виду, що сприяє криптичності.

## Види
Відомо 43 види:
Африканські види:
- Poltys baculiger Simon, 1907 – Габон
- Poltys caelatus Simon, 1907 – Сьєрра-Леоне, Габон, Сан-Томе і Прінсіпі
- Poltys corticosus Pocock, 1898 – Східна Африка
- Poltys fornicatus Simon, 1907 – Сан-Томе і Прінсіпі
- Poltys furcifer Simon, 1881 – Танзанія (Занзібар), Південна Африка
- Poltys monstrosus Simon, 1897 – Сьєрра-Леоне

Індо-тихоокеанські види:
- Poltys acuminatus Thorell, 1898 – М'янма
- Poltys apiculatus Thorell, 1892 – Сінгапур
- Poltys bhabanii (Tikader, 1970) – Індія
- Poltys bhavnagarensis Patel, 1988 – Індія
- Poltys columnaris Thorell, 1890 – Індія, Шрі-Ланка, Індонезія (Суматра), Японія
- Poltys dubius (Walckenaer, 1841) – В'єтнам
- Poltys elevatus Thorell, 1890 – Індонезія (Суматра)
- Poltys ellipticus Han, Zhang & Zhu, 2010 – Китай
- Poltys frenchi Hogg, 1899 – Нова Гвінея, Індонезія (Молуккські острови), Австралія (Квінсленд)
- Poltys godrejii Bastawade & Khandal, 2006 – Індія
- Poltys grayi Smith, 2006 – Австралія (острови Лорд-Гав)
- Poltys hainanensis Han, Zhang & Zhu, 2010 – Китай
- Poltys horridus Locket, 1980 – Коморські Острови, Сейшельські острови
- Poltys idae (Ausserer, 1871) – Китай, Борнео
- Poltys illepidus C. L. Koch, 1843 (type) – від Тайланду до Австралії (материкова, Лорд-Гав, Норфолкські острови)
- Poltys jujorum Smith, 2006 – Австралія (Квінсленд)
- Poltys kochi Keyserling, 1864 – Маврикій, Мадагаскар
- Poltys laciniosus Keyserling, 1886 – Австралія
- Poltys longitergus Hogg, 1919 – Індонезія (Суматра)
- Poltys milledgei Smith, 2006 – Австралія (Західна Австралія, Північні території), Індонезія (Балі, Сумбава)
- Poltys mouhoti (Günther, 1862) – В'єтнам
- Poltys nagpurensis Tikader, 1982 – Іран, Індія
- Poltys nigrinus Saito, 1933 – Тайвань
- Poltys noblei Smith, 2006 – Австралія (Квінсленд, Новий Південний Уельс, Вікторія)
- Poltys pannuceus Thorell, 1895 – М'янма
- Poltys pogonias Thorell, 1891 – Індія (Нікобарські острови)
- Poltys pygmaeus Han, Zhang & Zhu, 2010 – Китай
- Poltys raphanus Thorell, 1898 – М'янма
- Poltys rehmanii Bastawade & Khandal, 2006 – Індія
- Poltys reuteri Lenz, 1886 – Мадагаскар
- Poltys squarrosus Thorell, 1898 – М'янма
- Poltys stygius Thorell, 1898 – від М'янми до Австралії (Квінсленд)
- Poltys timmeh Smith, 2006 – Нова Каледонія, Острови Лоялті
- Poltys turriger Simon, 1897 – В'єтнам
- Poltys turritus Thorell, 1898 – М'янма
- Poltys unguifer Simon, 1909 – В'єтнам
- Poltys vesicularis Simon, 1889 – Мадагаскар